# 岛田阳子
岛田阳子（日语：／ Shimada Yōko，1953年5月17日—2022年7月25日），日本女演员。曾获得金球奖剧情类剧集最佳女主角。

## 來歷
島田出生於熊本縣熊本市，自從3歲開始便學習古典芭蕾，並以芭蕾舞者為目標直到高中。八歲時移居東京。初中一年級時加入若草劇團。
其在電視劇的處女作是1970年版的《おさな妻》。次年，他在《續・冰點》中飾演女主角辻口陽子一角，該劇最後一集的收視率達到了42.7% 。因而備受注目，並在在1970年代的電影和電視劇中多次參與演出。包括《假面騎士》、《青春曲！》、《華麗一族》、《黄金の日日》等。
1980年，島田在美國電視劇《将軍 SHŌGUN》（在歐美、日本等地剪輯放映）中飾演女主角麻里子一角，因而獲得金球獎最佳女主角獎。在《將軍 SHŌGUN》大紅之後，陸續獲得了許多美國影視作品的邀約。1981年，他在旅美日裔美籍女子馬拉松選手戈爾曼美智子的自傳《奔跑吧！》的真人改編電影擔任主演。
在迅速成名後，由於混亂的私生活而在成為八卦媒體追擊的對象。1988年，她因介入搖滾歌手内田裕也與名演員樹木希林的婚姻，在夏威夷的公寓被攝影雜誌《星期五》拍攝到與內田秘密會面的影像而被曝光不倫戀，由於樹木希林拒絕離婚，使得兩人的關係無疾而終。由於島田借給內田裕也大筆款項，使得最後承受造成巨額債務。無法付上2.5億日元購買的橫濱豪宅貸款和稅款等。
1992年，島田發行第一本全裸寫真集《Kir Royal》 ，截至2003年6月共售出55萬冊 。1994年，在同居兩年後，島田與比他小兩歲的電視燈光師米山仁結婚。
2011年，島田以57歲之齡宣布在AV界出道。2019年7月，島田與米山仁離婚。
2022年7月25日，島田因大腸癌的併發症在東京的一家醫院去世。享壽69歲。

## 外部連結
- 『島田陽子』官方網站 （页面存档备份，存于）
- 岛田阳子 - NHK人物録

- . シネマズ. 松竹. 2016-06-12  [2016-10-18]. （原始内容存档于2022-07-27）.
- 『女優の島田陽子さんが、宇宙葬の生前予約を申し込まれました』 （页面存档备份，存于）